# Wheathill (Somerset)
Wheathill – wieś w Anglii, w Somerset, w dystrykcie (unitary authority) Somerset, w civil parish Lovington. W 1931 roku civil parish liczyła 32 mieszkańców. Wheathill jest wspomniana w Domesday Book (1086) jako Watehelle/Watehella.